# Soziale Nachhaltigkeit
Soziale Nachhaltigkeit ist eine Teildisziplin der Nachhaltigkeitswissenschaft und behandelt ganz allgemein die sozialen Aspekte der Nachhaltigkeit. Sie existiert im Drei-Säulen-Modell neben der ökonomischen und ökologischen Ebene.

## Bedeutungen

### Hauptbedeutung
In neueren Texten wird unter sozialer Nachhaltigkeit in den allermeisten Fällen das Verbot verstanden, in der Gegenwart irreversible Veränderungen an der Welt vorzunehmen, die von zukünftigen Generationen nicht gewollt werden könnten. In diesem Sinne wird oft auch von intergenerationeller Verteilungsgerechtigkeit (Generationengerechtigkeit) gesprochen. Dieses Verständnis von sozialer Nachhaltigkeit geht vor allem auf den Brundtland-Bericht zurück. Neben dem Aspekt der Sicherung der Grundbedürfnisse und der Armutsbekämpfung, durch gerechten Zugang zu Chancen und Verteilung von Ressourcen – sowohl binnengesellschaftlich als auch global (Ethik der inter- und intragenerativen Gerechtigkeit) –, bezieht die soziale Dimension dabei ausdrücklich die Frage der Geschlechterverhältnisse mit ein (vgl. Steffen Bauer 2008).

### Variationen
Insgesamt hat der Begriff noch keine vollkommen klaren Konturen und kann daher je nach Kontext auch unterschiedlich verstanden werden; insbesondere ältere Texte unterscheiden sich z. T. erheblich in der Verwendung des Begriffes. Nach einem anderen Verständnis sozialer Nachhaltigkeit kann nur durch die Überwindung sozialer Probleme ein Gleichgewicht im ökologischen Bereich hergestellt werden. Eine wieder andere Perspektive kommt zunehmend aus dem wirtschaftlichen Sprachgebrauch, die den Begriff soziale Nachhaltigkeit verwendet, um dauerhafte Phänomene und Effekte in der Gesellschaft zu erklären, z. B.: „nachhaltige Schädigung des Verbrauchervertrauens“. Teilweise wird der Begriff soziale Nachhaltigkeit auch synonym für Corporate Social Responsibility verwendet.

## Theoriegeschichte
Der Begriff ist in der Nachhaltigkeitsforschung der 1980er Jahre gewachsen, als man an Beispielen wie der Katastrophe von Tschernobyl oder globaler Erwärmung gemerkt hat, dass die Umweltprobleme oft eine internationale (oft sogar globale) Dimension haben und daher soziale Maßnahmen notwendig sind, um wirkungsvoll Umweltschutz betreiben zu können. Die frühen Ansätze sozialer Nachhaltigkeit beschäftigen sich daher vornehmlich mit der internationalen Institutionalisierung von Umweltschutz.
Seitdem hat sich die soziale Nachhaltigkeitsforschung zunehmend von der ökologischen Herkunft emanzipiert und beinhaltet mittlerweile auch nicht-ökologische Ansätze, insbesondere zu den Themen Armut, Arbeit, Partizipation und kulturelle Entwicklung.

## Anwendungsfelder
- Corporate Social Responsibility
- Systemische Beratung
- Planung politischer Maßnahmen
- Stadtplanung/Architektur

## Dimensionen

### Anthropozentrik/Biozentrik
Unter dieser Dimension werden zwei Herangehensweisen an den Begriff verstanden: In der anthropozentrischen Perspektive wird soziale Nachhaltigkeit als notwendig für die Aufrechterhaltung der menschlichen Lebensgrundlage verstanden, während in der biozentrischen (auch ökozentrischen) Perspektive soziale Nachhaltigkeit nur dazu dient, die Natur zu erhalten. Bei der ökozentrischen Herangehensweise wird der Natur deshalb oft ein Eigenwert zugeschrieben, während bei der anthropozentrischen Perspektive die Natur nur Mittel zur Sicherung der menschlichen Existenz ist.

### Effizienz-/Suffizienzstrategie
Die Effizienzstrategie zielt auf eine Überwindung der sozialen Probleme ab, das heißt, durch technologische Effizienzsteigerung sollen Veränderungen herbeigeführt werden. Die Suffizienzstrategie fordert dagegen eine Veränderung der Lebensstile.

### Laissez-faire/Eingriffe
Vertreter des Laissez-faire vertrauen darauf, dass die Eigendynamik des Marktes die Probleme selbständig lösen wird, während andere Positionen moderate bis starke Eingriffe von staatlicher Seite bzw. individuelle Verhaltensänderungen fordern, um die Probleme in den Griff zu bekommen.